# Альжбета
Альжбета (чеш. Alžběta) — чешская рок-группа, играющая в жанрах хард-рок и хеви-метал.

## История группы
Первая известная музыкальная группа с названием «Альжбета» существовала в 1997—1998 годах.
Современная группа «Альжбета» была основана в середине 2011 года в городе Новы Быджов (Краловеградецкий край) и с момента своего создания сосредоточилась на собственном оригинальном творчестве. В первый состав вошли: Радек Ржезничек (вокал), Мирослав Вейвода (гитара), Ян Длугий (гитара), Павел Белик (бас-гитара) и Радим Звоничек (ударные).
В июле 2018 года к группе присоединился новый гитарист Рихард Калоч, заменивший Мирослава Вейводу, которому пришлось ограничить свои выступления из-за нехватки времени. Несмотря на это, Мирослав по-прежнему сотрудничает с группой, участвует в записи альбомов.
В декабре 2019 года барабанщик Радим Звоничек покинул группу, его место занял Либор Крал. В ноябре 2024 года, после ухода Либора Крала, его место заняла новая барабанщица Анета Сметачкова.

## Критика и признание
Обозреватель чешского издания Rockpalace Český Bigbít охарактеризовал творчество группы словами «честный хэви-метал из восточной Чехии». Вокалиста Радека Ржезничка он назвал «одним из лучших исполнителей хэви-метала в Чехии».

## Дискография
Альбомы:
- 2013 Zpověď
- 2015 Kopí osudu
- 2017 Zastavte kolotoč
- 2019 Duše ztracených
- 2021 Pavučina
- 2023 Kouzelník

Сборники:
- 2016 Zpověď (Kopí Osudu)
- 2022 Best Of : 10 let s Vámi

## Состав

### Текущий состав
- Радек Ржезничек, вокал, с 2011 года.
- Ян Длугий, гитара, бэк-вокал, с 2011.
- Рихард Калоч, гитара, бэк-вокал, с 2018.
- Павел Белик, бас-гитара, с 2011.
- Анета Сметачкова, ударные с 2024.

### Бывшие участники
- Мирослав Вейвода, гитара, бэк-вокал, 2011—2018 годы.
- Радим Звоничек, ударные, 2011—2019 годы.
- Либор Крал, ударные, 2019—2024 годы.